# Клубний чемпіонат світу з футболу 2005 (склади)
Кожна команда могла заявити по 23 футболісти, три з яких мають бути воротарями. Всі гравці отримали номери від 1 до 23, незалежно від їх стандартного номера в команді.

## Аль-Аглі
Головний тренер:  Мануель Жосе де Жезуш
| №  | Поз. | Нац.   | Гравець              |
| -- | ---- | ------ | -------------------- |
| 1  | ВР   | Єгипет | Ессам аль-Хадарі     |
| 2  | ЗХ   | Єгипет | Іслам аль-Шатер      |
| 3  | ЗХ   | Єгипет | Мохамед Абдельвахаб  |
| 4  | ЗХ   | Єгипет | Імад аль-Наххас      |
| 5  | ЗХ   | Єгипет | Ахмад аль-Саєд       |
| 6  | ЗХ   | Єгипет | Ваель Гомаа          |
| 7  | ПЗ   | Єгипет | Шаді Мохамед         |
| 8  | ПЗ   | Єгипет | Мухаммед Баракат     |
| 9  | НП   | Єгипет | Емад Мотеаб          |
| 10 | ПЗ   | Єгипет | Ваель Ріад           |
| 11 | ПЗ   | Єгипет | Ахмад Хасан Стракоза |
| 12 | ПЗ   | Ангола | Себастьян Жілберту   |

| №  | Поз. | Нац.   | Гравець           |
| -- | ---- | ------ | ----------------- |
| 13 | ПЗ   | Єгипет | Хоссам Ашур       |
| 14 | ПЗ   | Єгипет | Хасан Мостафа     |
| 15 | ЗХ   | Єгипет | Ахмед Абу Мосалем |
| 16 | ЗХ   | Єгипет | Рамі Адель        |
| 17 | ПЗ   | Єгипет | Мохамед Шавкі     |
| 18 | НП   | Єгипет | Осама Хосні       |
| 19 | ВР   | Єгипет | Амір Абделхамід   |
| 20 | ПЗ   | Єгипет | Хаді Хашаба       |
| 21 | ВР   | Єгипет | Надер аль-Саєд    |
| 22 | ПЗ   | Єгипет | Мохамед Абутріка  |
| 23 | НП   | Ангола | Флавіу Амаду      |

## Аль-Іттіхад
Головний тренер:  Ангел Йорденеску
| №  | Поз. | Нац.              | Гравець            |
| -- | ---- | ----------------- | ------------------ |
| 1  | ВР   | Саудівська Аравія | Мабрук Заїд        |
| 2  | ЗХ   | Саудівська Аравія | Ахмед Духі         |
| 3  | НП   | Сьєрра-Леоне      | Мохамед Каллон     |
| 4  | ЗХ   | Саудівська Аравія | Реда Тукар         |
| 5  | ЗХ   | Саудівська Аравія | Алі аль-Гарні      |
| 6  | ЗХ   | Саудівська Аравія | Месфер аль-Кахтані |
| 7  | ПЗ   | Саудівська Аравія | Мохаммед Хайдар    |
| 8  | ПЗ   | Саудівська Аравія | Манаф Абушгір      |
| 9  | НП   | Саудівська Аравія | Хамза Ідріс        |
| 10 | НП   | Камерун           | Жозеф-Дезіре Жоб   |
| 11 | ПЗ   | Бразилія          | Чеко               |
| 12 | ПЗ   | Саудівська Аравія | Абдо Хакамі        |

| №  | Поз. | Нац.              | Гравець             |
| -- | ---- | ----------------- | ------------------- |
| 13 | ЗХ   | Саудівська Аравія | Осама аль-Муваллад  |
| 14 | ПЗ   | Саудівська Аравія | Сауд Харірі         |
| 15 | ПЗ   | Бразилія          | Педрінью *          |
| 16 | ЗХ   | Бразилія          | Маркан *            |
| 17 | ПЗ   | Саудівська Аравія | Ібрагім аш-Шахрані  |
| 18 | ПЗ   | Саудівська Аравія | Мохаммед Нур        |
| 19 | НП   | Бразилія          | Апаресідо Ліма *    |
| 20 | ЗХ   | Саудівська Аравія | Аднан Фалата        |
| 21 | ЗХ   | Саудівська Аравія | Хамад аль-Мунташарі |
| 22 | ВР   | Саудівська Аравія | Хуссейн ас-Садік    |
| 23 | ВР   | Саудівська Аравія | Тісір аль-Антаїф    |

- Педрінью, Маркан та Апаресідо Ліма на отримали права брати участь у клубному чемпіонаті світу, оскільки Аль-Іттіхад придбав їх пізніше дозволеного терміну.

## Сапрісса
Головний тренер:  Ернан Медфорд
| №  | Поз. | Нац.       | Гравець            |
| -- | ---- | ---------- | ------------------ |
| 1  | ВР   | Коста-Рика | Хосе Поррас        |
| 2  | ПЗ   | Коста-Рика | Крістіан Боланьйос |
| 3  | ЗХ   | Коста-Рика | Віктор Кордеро     |
| 4  | ЗХ   | Коста-Рика | Рональд Гонсалес   |
| 5  | ЗХ   | Коста-Рика | Джервіс Драммонд   |
| 6  | ЗХ   | Коста-Рика | Рейналдо Паркс     |
| 7  | НП   | Коста-Рика | Аллан Алеман       |
| 8  | ПЗ   | Коста-Рика | Вальтер Сентено    |
| 9  | ПЗ   | Коста-Рика | Пабло Бренес       |
| 10 | ПЗ   | Коста-Рика | Алонсо Соліс       |
| 11 | НП   | Коста-Рика | Рональд Гомес      |
| 12 | НП   | Коста-Рика | Альваро Саборіо    |

| №  | Поз. | Нац.       | Гравець            |
| -- | ---- | ---------- | ------------------ |
| 13 | ЗХ   | Коста-Рика | Хуан Есківель      |
| 14 | ЗХ   | Коста-Рика | Андрес Нуньєс      |
| 15 | ПЗ   | Коста-Рика | Сауль Філліпс      |
| 16 | ЗХ   | Коста-Рика | Габріель Баділья   |
| 17 | ПЗ   | Коста-Рика | Хосе Луїс Лопес    |
| 18 | ВР   | Коста-Рика | Фаусто Гонсалес    |
| 19 | ПЗ   | Коста-Рика | Рендалл Асофейфа   |
| 20 | НП   | Коста-Рика | Джеральд Драммонд  |
| 21 | ВР   | Коста-Рика | Кейлор Навас       |
| 22 | ЗХ   | Коста-Рика | Хосе Пабло Фонсека |
| 23 | ЗХ   | Коста-Рика | Трай Беннетт       |

## Ліверпуль
Головний тренер:  Рафаель Бенітес
| №  | Поз. | Нац.      | Гравець               |
| -- | ---- | --------- | --------------------- |
| 1  | ВР   | Польща    | Єжи Дудек             |
| 2  | ЗХ   | Англія    | Стівен Ворнок         |
| 3  | ЗХ   | Ірландія  | Стів Фіннан           |
| 4  | ЗХ   | Фінляндія | Самі Гююпя            |
| 5  | ЗХ   | Англія    | Денні О'Доннел *      |
| 6  | ПЗ   | Норвегія  | Йон Арне Ріїсе        |
| 7  | ПЗ   | Австралія | Гаррі К'юелл          |
| 8  | НП   | Англія    | Стівен Джеррард       |
| 9  | НП   | Франція   | Джибріль Сіссе        |
| 10 | ПЗ   | Іспанія   | Луїс Гарсія           |
| 11 | НП   | Франція   | Флоран Сінама-Понголь |
| 12 | ВР   | Іспанія   | Пепе Рейна            |

| №  | Поз. | Нац.      | Гравець            |
| -- | ---- | --------- | ------------------ |
| 13 | ВР   | Англія    | Скотт Карсон       |
| 14 | ПЗ   | Іспанія   | Хабі Алонсо        |
| 15 | НП   | Англія    | Пітер Крауч        |
| 16 | ПЗ   | Німеччина | Дітмар Гаманн      |
| 17 | ЗХ   | Іспанія   | Хосемі             |
| 18 | ПЗ   | Ірландія  | Даррен Поттер *    |
| 19 | НП   | Іспанія   | Фернандо Морієнтес |
| 20 | ЗХ   | Англія    | Девід Рейвен *     |
| 21 | ЗХ   | Малі      | Джимі Траоре       |
| 22 | ПЗ   | Малі      | Мохаммед Сіссоко   |
| 23 | ЗХ   | Англія    | Джеймі Каррагер    |

- Денні О'Доннел, Даррен Поттер та Девід Рейвен не поїхали до Японії та не брали участь у матчах.

## Сан-Паулу
Головний тренер:  Пауло Аутуорі
| №  | Поз. | Нац.     | Гравець        |
| -- | ---- | -------- | -------------- |
| 1  | ВР   | Бразилія | Рожеріо Сені   |
| 2  | ЗХ   | Бразилія | Сісінью        |
| 3  | ЗХ   | Бразилія | Фабан          |
| 4  | ЗХ   | Бразилія | Едкарлос       |
| 5  | ЗХ   | Уругвай  | Дієго Лугано   |
| 6  | ЗХ   | Бразилія | Жуніор         |
| 7  | ПЗ   | Бразилія | Мінейро        |
| 8  | ПЗ   | Бразилія | Жозуе          |
| 9  | НП   | Бразилія | Графіте        |
| 10 | ПЗ   | Бразилія | Даніло         |
| 11 | НП   | Бразилія | Марсіо Аморозо |
| 12 | НП   | Бразилія | Крістіан       |

| №  | Поз. | Нац.     | Гравець         |
| -- | ---- | -------- | --------------- |
| 13 | ЗХ   | Бразилія | Алекс Бруно     |
| 14 | НП   | Бразилія | Алоїзіо         |
| 15 | ПЗ   | Бразилія | Денілсон        |
| 16 | ЗХ   | Бразилія | Фабіо Сантос    |
| 17 | ПЗ   | Бразилія | Ренан Тейшейра  |
| 18 | ЗХ   | Бразилія | Флавіо Донізете |
| 19 | НП   | Бразилія | Тіаго Рібейро   |
| 20 | ПЗ   | Бразилія | Рішарлісон      |
| 21 | ПЗ   | Бразилія | Соуза           |
| 22 | ВР   | Бразилія | Жоао Боско      |
| 23 | ВР   | Бразилія | Флавіу Кретзер  |

## Сідней
Головний тренер:  П'єр Літтбарскі
| №  | Поз. | Нац.      | Гравець          |
| -- | ---- | --------- | ---------------- |
| 1  | ВР   | Австралія | Клінт Болтон     |
| 2  | ЗХ   | Австралія | Ієн Файф         |
| 3  | ЗХ   | Австралія | Елвін Чекколі    |
| 4  | ЗХ   | Австралія | Марк Рудан       |
| 5  | ПЗ   | Австралія | Рубен Задкович * |
| 6  | ПЗ   | Австралія | Уфук Талай       |
| 7  | ПЗ   | Австралія | Роббі Міддлбай   |
| 8  | ЗХ   | Австралія | Меттью Бінглі    |
| 9  | НП   | Австралія | Девід Здріліч    |
| 10 | ПЗ   | Австралія | Стів Коріка      |
| 11 | НП   | Японія    | Кадзуйосі Міура  |
| 12 | ПЗ   | Австралія | Девід Карні      |

| №  | Поз. | Нац.              | Гравець         |
| -- | ---- | ----------------- | --------------- |
| 13 | ПЗ   | Австралія         | Дастін Веллс    |
| 14 | ПЗ   | Австралія         | Ендрю Пакер     |
| 15 | ПЗ   | Північна Ірландія | Террі Макфлін   |
| 16 | ЗХ   | Австралія         | Марк Мілліган   |
| 17 | ЗХ   | Австралія         | Джейкоб Тімпано |
| 18 | ЗХ   | Австралія         | Вейд Остендорп  |
| 19 | НП   | Тринідад і Тобаго | Двайт Йорк      |
| 20 | ВР   | Австралія         | Джастін Песфілд |
| 21 | НП   | Австралія         | Джон Буонаволья |
| 22 | НП   | Австралія         | Сашо Петровскі  |
| 23 | ВР   | Австралія         | Мітчелл Бловз   |

- Рубен Задкович не отримав дозволу грати на турнірі.